# Grand Prix Południowej Afryki 1984
Grand Prix Południowej Afryki 1984 (oryg. National Panasonic South African Grand Prix) – druga runda Mistrzostw Świata Formuły 1 w sezonie 1984, która odbyła się 7 kwietnia 1984, po raz 17. na torze Kyalami.
30. Grand Prix Południowej Afryki, 20. zaliczane do Mistrzostw Świata Formuły 1.

## Klasyfikacja
| Legenda oznaczeń w tabelach wyników Wyświetl szablon na nowej stronie | Legenda oznaczeń w tabelach wyników Wyświetl szablon na nowej stronie                                                                     |
| Oznaczenie                                                            | Wyjaśnienie |
| --------------------------------------------------------------------- | --- |
| Złoty                                                                 | Zwycięzca lub mistrzostwo |
| Srebrny                                                               | 2. miejsce lub wicemistrzostwo |
| Brązowy                                                               | 3. miejsce lub II wicemistrzostwo |
| Zielony                                                               | Ukończył, punktował (w klasyfikacji generalnej, gdy zdobył co najmniej jeden punkt na przestrzeni sezonu, poza trzema powyższymi opcjami) |
| Niebieski                                                             | Ukończył, nie punktował (w klasyfikacji generalnej, gdy nie zdobył co najmniej jednego punktu na przestrzeni sezonu)                      |
| Czerwony                                                              | Nie zakwalifikował się (NZ) |
| Czerwony                                                              | Nie prekwalifikował się (NPK) |
| Różowy                                                                | Nie ukończył (NU) |
| Różowy                                                                | Niesklasyfikowany (NS) (w klasyfikacji generalnej, gdy nie został sklasyfikowany w żadnym wyścigu sezonu)                                 |
| Czarny                                                                | Zdyskwalifikowany (DK) |
| Czarny                                                                | Wykluczony (WYK/EX) |
| Biały                                                                 | Nie wystartował (NW) |
| Biały                                                                 | Kontuzjowany (K/INJ) |
| Biały                                                                 | Wyścig odwołany (OD/C) |
| Bez koloru                                                            | Został wycofany (WYC/WD) |
| Bez koloru                                                            | Nie przybył (NP/DNA) |
| Bez koloru                                                            | Nie brał udziału w treningach (NT/DNP) |
| Bez koloru                                                            | Nie został zgłoszony (–) |
| Pogrubienie                                                           | Start z pole position |
| Kursywa                                                               | Najszybsze okrążenie wyścigu |
| †                                                                     | Nie ukończył, ale jego rezultat został zaliczony ze względu na przejechanie więcej niż 90% dystansu wyścigu.                              |
| *                                                                     | Sezon w trakcie |
| 1/2/3                                                                 | Punktowana pozycja w sprincie |
| Lista systemów punktacji Formuły 1                                    | |

| Poz | Nr | Kierowca           | Konstruktor       | Okrążenia | Czas/Powód NU   | Poz. startowa | Punkty |
| --- | -- | ------------------ | ----------------- | --------- | --------------- | ------------- | ------ |
| 1   | 8  | Niki Lauda         | McLaren-TAG       | 75        | 1:29:23.430     | 8             | 9      |
| 2   | 7  | Alain Prost        | McLaren-TAG       | 75        | + 1:05.950      | 5             | 6      |
| 3   | 16 | Derek Warwick      | Renault           | 74        | + 1 okrążenie   | 9             | 4      |
| 4   | 22 | Riccardo Patrese   | Alfa Romeo        | 73        | + 2 okrążenia   | 18            | 3      |
| 5   | 26 | Andrea de Cesaris  | Ligier-Renault    | 73        | + 2 okrążenia   | 14            | 2      |
| 6   | 19 | Ayrton Senna       | Toleman-Hart      | 72        | + 3 okrążenia   | 13            | 1      |
| 7   | 11 | Elio de Angelis    | Lotus-Renault     | 71        | + 4 okrążenia   | 7             |        |
| 8   | 21 | Mauro Baldi        | Spirit-Hart       | 71        | + 4 okrążenia   | 20            |        |
| 9   | 17 | Marc Surer         | Arrows-Ford       | 71        | + 4 okrążenia   | 23            |        |
| 10  | 25 | François Hesnault  | Ligier-Renault    | 71        | + 4 okrążenia   | 17            |        |
| 11  | 27 | Michele Alboreto   | Ferrari           | 70        | Ukł. zapłonowy  | 10            |        |
| 12  | 18 | Thierry Boutsen    | Arrows-Ford       | 70        | + 5 okrążeń     | 26            |        |
| NU  | 3  | Martin Brundle     | Tyrrell-Ford      | 71        | Dyskwalifikacja | 25            |        |
| NU  | 15 | Patrick Tambay     | Renault           | 66        | Brak paliwa     | 4             |        |
| NU  | 4  | Stefan Bellof      | Tyrrell-Ford      | 60        | Dyskwalifikacja | 24            |        |
| NU  | 5  | Jacques Laffite    | Williams-Honda    | 60        | Przen. napędu   | 11            |        |
| NU  | 14 | Manfred Winkelhock | ATS-BMW           | 53        | Silnik          | 12            |        |
| NU  | 6  | Keke Rosberg       | Williams-Honda    | 51        | Koło            | 2             |        |
| NU  | 12 | Nigel Mansell      | Lotus-Renault     | 51        | Turbosprężarka  | 3             |        |
| NU  | 28 | René Arnoux        | Ferrari           | 40        | Ukł. wtryskowy  | 15            |        |
| NU  | 1  | Nelson Piquet      | Brabham-BMW       | 29        | Turbosprężarka  | 1             |        |
| NU  | 20 | Johnny Cecotto     | Toleman-Hart      | 26        | Opona           | 19            |        |
| NU  | 9  | Philippe Alliot    | RAM-Hart          | 24        | Silnik          | 22            |        |
| NU  | 10 | Jonathan Palmer    | RAM-Hart          | 22        | Skrz. biegów    | 21            |        |
| NU  | 2  | Teo Fabi           | Brabham-BMW       | 18        | Turbosprężarka  | 6             |        |
| NU  | 23 | Eddie Cheever      | Alfa Romeo        | 4         | Chłodnica       | 16            |        |
| WD  | 24 | Piercarlo Ghinzani | Osella-Alfa Romeo | 0         | Wypadek         | 20            |        |